# Александар Мирић
Александар Мирић (Нови Карловци, код Инђије, 29. август 1901 — Београд, 29. јул 1980) је био учесник Шпанског грађанског рата из Војводине.

## Биографија
Рођен је 29. августа 1901. године у Новим Карловцима, код Инђије. У периоду од 1919. до 1921. године био је ангажован у социјалдемократским синдикатима у Мађарској. Члан Комунистичке партије Југославије (КПЈ) постао је 1924. године. Решењем Централног комитета КПЈ, 1932. године био је упућен на школовање у Совјетски Савез.
У Шпанију је отишао из Совјетског Савеза, 20. октобра 1936. године. Ступио је у батаљон „Ернст Телман“ као командир одељења и био тешко рањен у борбама под Мадридом, 20. новембра 1936. године. У мају 1937. се прикључио батаљону „Ђуро Ђаковић“, а два месеца касније је послат у Валенсију, као део специјалне групе. Од октобра 1937. године је радио у контролним органима Интернационалних бригада. Након евакуације Шпанске републиканске армије 1939. године у Француску, био је интерниран у логор Аржеле, па Гирс, и на крају Верне.
У окупирану Југославију вратио се 1941. године и у септембру исте године одлази у Загреб, где је илегално радио за Народноослободилачки покрет (НОП). Ухапшен је маја 1942, и до марта 1945. године се налазио у логорима.
По ослобођењу земље, радио је у Одељењу за заштиту народа (ОЗН) у Београду. Након доношења Резолуције Информбироа, 1948. године, иступио је из чланства КПЈ.
Умро је у Београду 29. јула 1980. године.